# Chiesa di Santa Maria del Suffragio (L'Aquila)
La chiesa di Santa Maria del Suffragio, popolarmente detta chiesa delle Anime Sante, è un edificio religioso dell'Aquila. Divide con la cattedrale dei Santi Giorgio e Massimo lo spazio di piazza del Duomo.
Edificata a partire dal 1713 in suffragio delle vittime del terremoto del 1703, costituisce il simbolo della ricostruzione settecentesca della città e rappresenta la massima espressione dell'architettura religiosa aquilana nel XVIII secolo. È rimasta gravemente danneggiata dal terremoto del 2009 ed è stata sottoposta a lavori di restauro e consolidamento, venendo riaperta al pubblico nel 2018.

## Storia

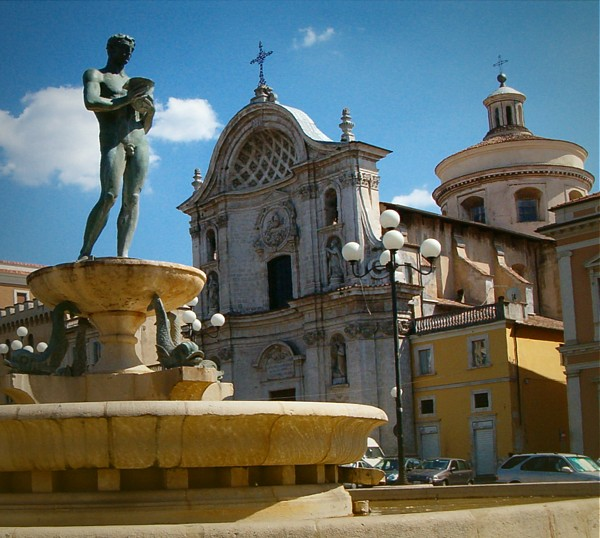
Veduta della chiesa dalla fontana vecchia di piazza del Duomo

La chiesa venne realizzata come sede della confraternita del Suffragio, eretta nel 1645, con sede dapprima nella chiesa di Santa Maria di Roio, quindi nel piccolo oratorio di San Giuseppe dei Minimi, a poca distanza dalla piazza del Duomo. L'oratorio subì danni considerevoli dal terremoto del 1703 cosicché, nell'ambito delle operazioni di ricostruzione del patrimonio religioso cittadino, fu proposta la costruzione di un nuovo edificio destinato ad essere realizzato secondo il nuovo gusto barocco, già in voga a Roma ma pressoché sconosciuto in Abruzzo.
L'autorizzazione dell'arcidiocesi dell'Aquila a costruire una nuova chiesa in sostituzione della precedente arrivò, ufficialmente, il 30 settembre 1708; la confraternita, sino a quel momento ospitata in un edificio provvisorio in legno (baracha) posto proprio nella piazza del Duomo, poté farsi carico della sua realizzazione perché rinfrancata dai cospicui incrementi delle offerte nel periodo immediatamente successivo all'evento sismico. L'operazione fu fortemente osteggiata dai capitoli di San Massimo e di San Biagio di Amiterno, preoccupati dalla possibile perdita di prestigio della cattedrale, anch'essa resa inagibile dal sisma.
Superate le controversie, la concessione edilizia venne pubblicata il 21 luglio 1713, a dieci anni di distanza dal terremoto del 1703, e l'apertura del cantiere avvenne simbolicamente il 10 ottobre dello stesso anno; l'inizio della realizzazione vera e propria viene fatto risalire al 9 aprile 1715.
Dopo un primo studio redatto da Pietro Paolo Porani, la progettazione fu affidata a Carlo Buratti, allievo del Fontana. L'architetto romano − già attivo in città sin dal 1703 − ottenne l'incarico probabilmente per intercessione di un parente aquilano, tale Pietro Marchi. Il cantiere fu affidato al maestro Pietro Pozzolini ed alle sue maestranze milanesi e la chiesa poté essere aperta alla cittadinanza — priva dell'attuale facciata e della cupola — già quattro anni dopo, nel dicembre 1719. Nella costruzione furono utilizzate le pietre provenienti dal vecchio oratorio della Confraternita, andato distrutto.
La chiesa risultò completa già nel 1726 ma per tutta la prima metà del XVIII secolo si lavorò all'apparato decorativo interno, costituito anch'esso in buona parte dal riutilizzo di elementi provenienti da chiese abbandonate o distrutte dal sisma. Nel 1753 fu realizzato l'altare situato nella cappella di sinistra, opera di Orazio Antonio Bucci e Giovanni Pirri, e nel 1755 vennero eseguite le decorazioni interne e del rivestimento in pietra delle paraste e delle cappelle.

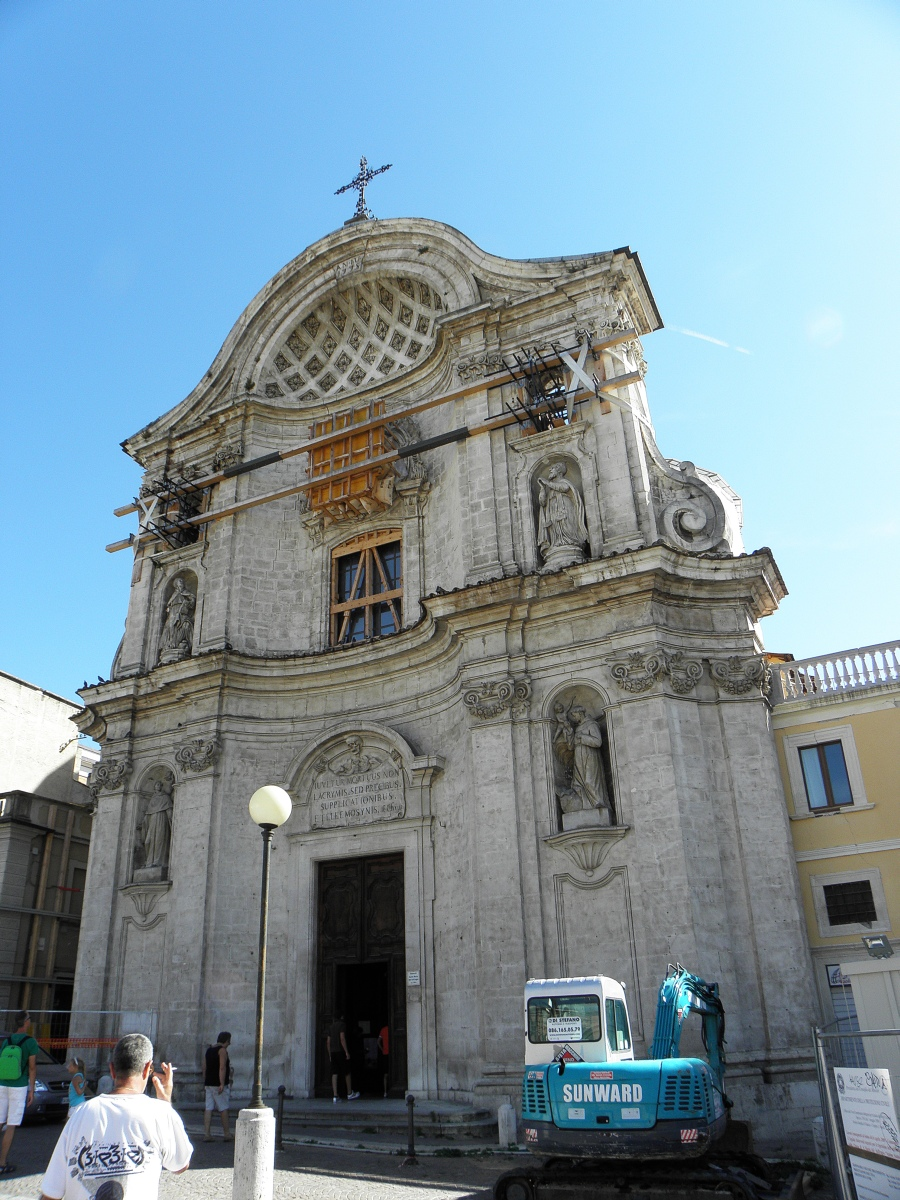
Particolare della facciata tardo-barocca danneggiata dal terremoto del 2009.

La seconda fase costruttiva della chiesa, che si sviluppò nella parte finale del Settecento, portò all'erezione della caratteristica facciata. Il complesso progetto venne redatto nel 1769 su commissione diretta della Confraternita, ad opera dell'aquilano Giovan Francesco Leomporri e con riferimento alle romane San Marcello e Santa Maria della Maddalena. Venne realizzata tra il 1770 e il 1755 per mano del già citato Orazio Antonio Bucci, affermato marmoraro della scuola di Pescocostanzo; in particolare, nel 1772 venne completato il primo ordine e nei successivi tre l'opera fu finita con la realizzazione delle statue di San Gregorio e San Sisto, opera di Filippo Zughi e poste nelle nicchie superiori.
Il definitivo completamento della chiesa avvenne nel 1803 con la realizzazione della cupola attribuita a Giuseppe Valadier e già concepita nel progetto originario dell'edificio, redatto dal Buratti un secolo prima. Nel 1896, infine, furono realizzate le due statue delle nicchie inferiori, raffiguranti Sant'Antonio da Padova e San Nicola da Tolentino.
Nel XX secolo la chiesa fu sottoposta ad alcuni interventi di restauro (nel 1985, nel 1995-1998 e nel 2002-2005) che consentirono di riscoprirne l'originario impianto barocco, modificato in alcuni lavori eseguiti nel tardo Ottocento.
Il terremoto del 6 aprile 2009 compromise fortemente l'edificio, provocando lesioni in facciata e sulle murature portanti, oltre che il crollo quasi integrale della cupola e, di conseguenza, ulteriori danneggiamenti al pavimento ed all'altare maggiore. L'immagine della chiesa lesionata è considerata una delle più significative degli effetti del sisma sul patrimonio architettonico aquilano. L'edificio è stato uno dei primi ad essere sottoposti ad un intervento di consolidamento che ha permesso la riapertura temporanea di parte della navata il 19 marzo 2010, a quasi un anno dalla tragedia.
I lavori di consolidamento e restauro del monumento — finanziati in parte dal governo francese con un aiuto economico di circa 3 milioni di euro — hanno avuto un costo totale stimato di 6 500 000 euro ed un tempo di lavoro di 4 anni. La chiesa restaurata è stata riaperta al pubblico il 6 dicembre 2018, alla presenza del presidente della Repubblica Italiana Sergio Mattarella e di una delegazione del governo francese.
Il 12 novembre 2021, a quasi tre anni dall'anniversario della riapertura completa, le rappresentative Under-18 di calcio di Italia e Francia hanno fatto visita alla chiesa, in memoria della tragedia causata dal terremoto del 6 aprile 2009 e della collaborazione fra le due nazioni in occasione dei lavori di ricostruzione: le due nazionali giovanili si trovavano già a L'Aquila per affrontarsi l'una contro l'altra in due differenti amichevoli, disputate rispettivamente il giorno prima e il giorno dopo.

## Descrizione
Le Anime Sante costituiscono l'emblema di un vasto programma di ricostruzione che investì L'Aquila successivamente al terremoto del 1703, portando in città personalità di spicco dell'architettura barocca romana come Carlo Buratti, Giovan Battista Contini, Sebastiano Cipriani e Ferdinando Fuga. Il complesso settecentesco costituito dal Suffragio e dalla retrostante chiesa di Sant'Agostino rappresentano uno dei momenti più alti del barocco aquilano e della pianificazione in senso moderno della città, conservandone tuttavia la matrice medievale d'ispirazione angioina.
Ha dimensioni in pianta di 18 metri in larghezza e 40 in lunghezza; la facciata misura inoltre circa 25 metri in alzato — di poco inferiori a quella della facciata della basilica di San Bernardino, il massimo edificio religioso cittadino — mentre la cupola si innalza fin oltre i 35 metri.

### Esterno
La chiesa è situata nel quarto di Santa Giusta. Essa domina il lato meridionale di piazza del Duomo, volta frontalmente alla via Patini che la collega con la piazza del Palazzo ed a poca distanza dalla cattedrale dei Santi Massimo e Giorgio. Per la sua grandiosità architettonica e prospettica, e per la cupola che a rende visibile a distanza, è posta in contrapposizione al duomo come emergenza della piazza.
L'impianto definitivo della piazza del Duomo − con le fontane alle due estremità e la chiesa al centro, tentativo di ricucire in una quinta teatrale l'enorme invaso − rimanda alla romana piazza Navona.

#### Facciata

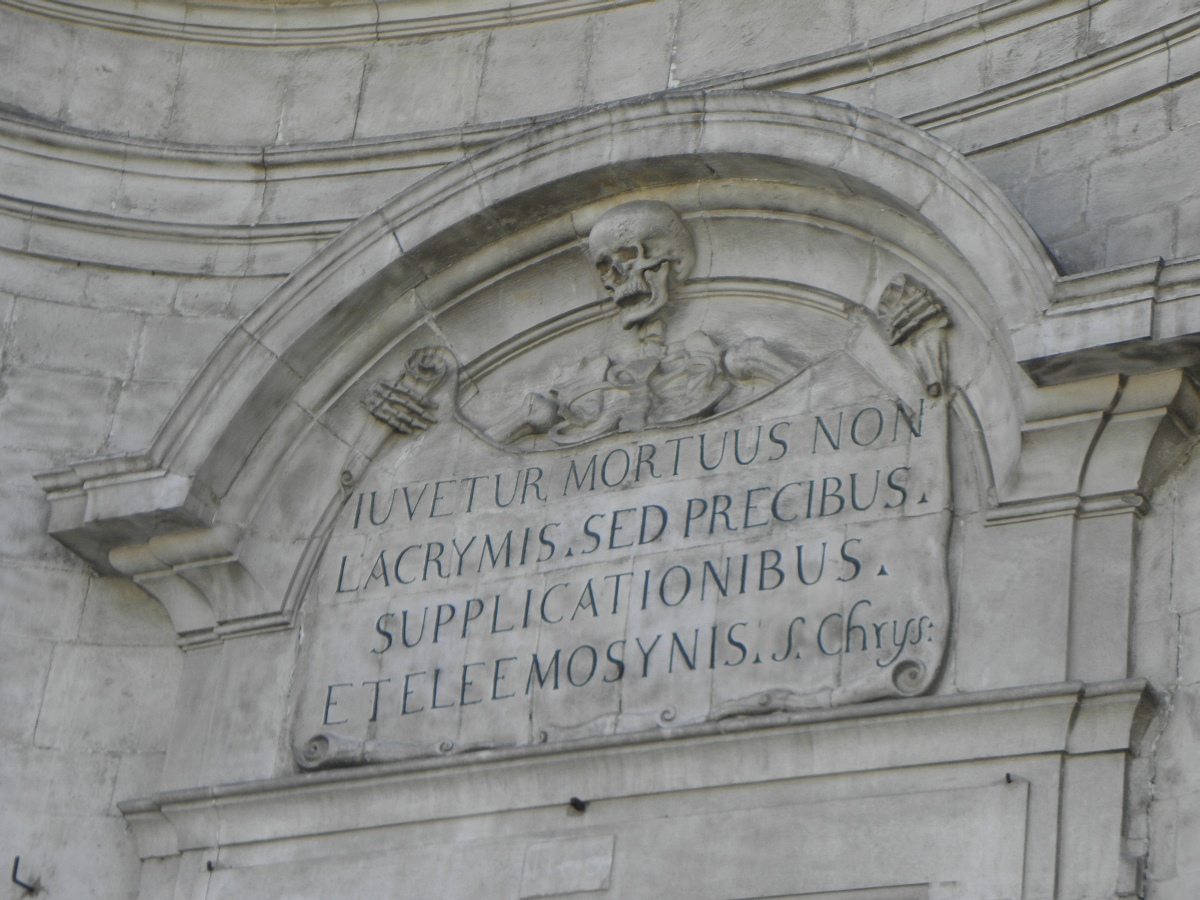
Particolare dell'iscrizione in facciata.

La facciata è in stile tardo-barocco d'autentica ispirazione borrominiana, con accenni rococò e un evidente riferimento a alle esperienze settecentesche romane, in particolare alla chiesa di Santa Maria della Maddalena. Venne progettata nel 1769 da Giovan Francesco Leomporri e realizzata nel quinquennio successivo dal raffinato marmoraro Orazio Antonio Bucci, interamente in pietra concia di Poggio Picenze. È preceduta da una piccola scalinata che, unita alla concavità formata dalla nicchia centrale, ne fa da sagrato ed assorbe nell'ambito religioso e privato della chiesa l'ampio spazio della piazza del Duomo.
Il fronte concavo ha profondamente condizionato l'immagine della città e la sua storia architettonica; essendo la chiesa posta parallela all'asse principale della piazza, laterale alla cattedrale dei Santi Massimo e Giorgio, la facciata è stata progettata per una visione diagonale e, con la ritmicità delle sue partizioni e bucature, per dare luogo a un raffinato effetto chiaroscuro.
Di notevole altezza, è suddivisa orizzontalmente su due livelli, l'ultimo dei quali culmina in una calotta concava cassettonata, raccordata ai lati della chiesa da un coronamento curvilineo; il raccordo tra i due livelli avviene attraverso orecchioni, anch'essi di origine borrominiana. Il concio di chiave reca nel mezzo un'incisione con la data 1755, anno di completamento della facciata. Due doppi ordini di paraste corinzie si staccano dal coronamento e la suddividono verticalmente in tre settori. In quello centrale è il portale d'ingresso, opera di Filippo Zughi, che presenta un timpano con inserito, al suo interno, uno scheletro rappresentante la morte e recante la seguente iscrizione:
(Iscrizione sopra il portale)
In asse con il portale è poi una finestra rettangolare ed un medaglione circolare in pietra con rappresentata la Vergine del Suffragio. I settori laterali presentano invece quattro nicchie con inserite le statue di San Gregorio e San Sisto (1772-1775) nella parete superiore e le statue di Sant'Antonio da Padova e San Nicola da Tolentino (1896) nella parete inferiore. Al di sopra del doppio gruppo di statue sono due finestroni contenenti le campane.

### Interno

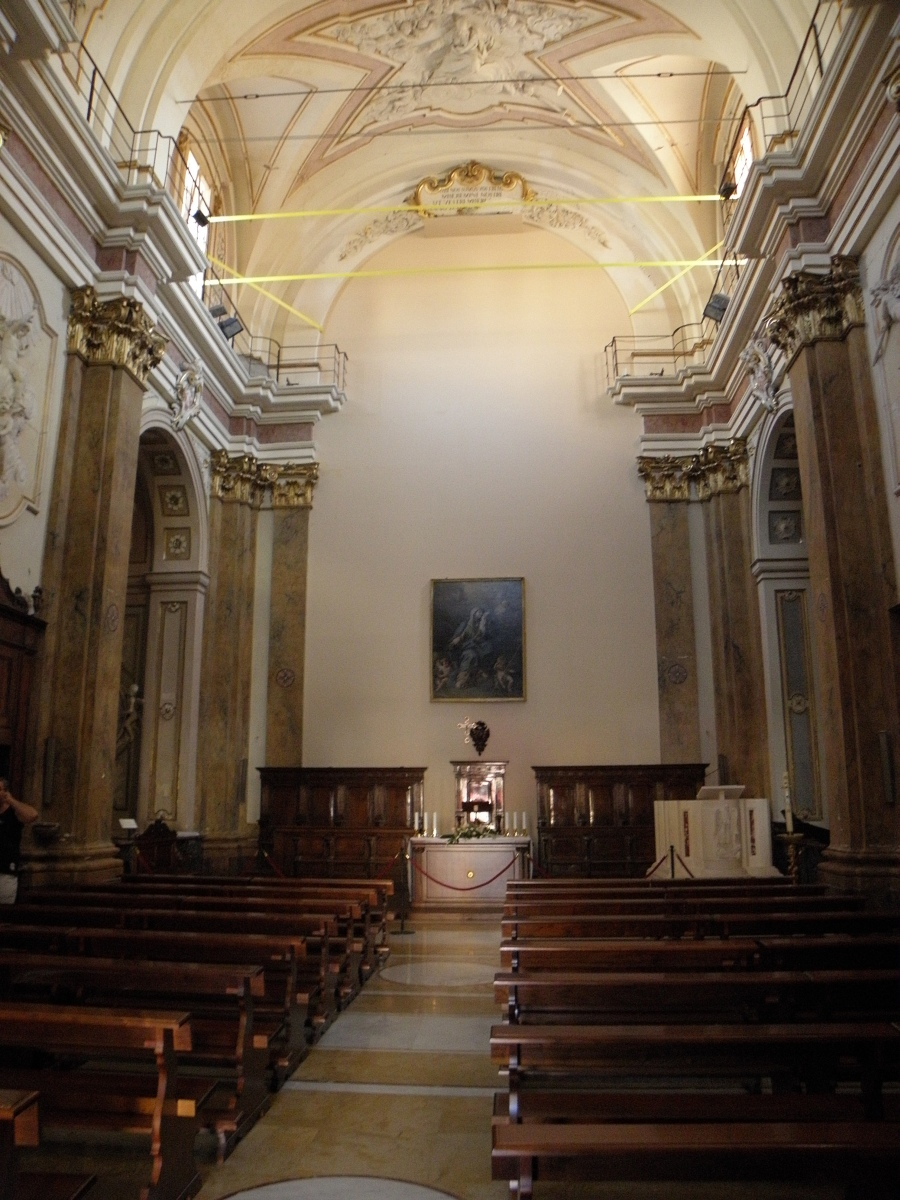
Particolare dell'interno con il muro provvisorio che era stato inserito nel transetto dopo il terremoto del 2009.

L'interno presenta una pianta di concezione gesuitica a croce latina, caratterizzata da un'unica navata culminante in un'abside rettangolare; in essa, l'alternanza degli interassi dà luogo alla cosiddetta travata ritmica.
Lo spazio centrale del transetto è impreziosito dalla cupola, già ipotizzata alla data di realizzazione della chiesa ma realizzata solamente nel XIX secolo in stile neoclassico ad opera del Valadier. La struttura interna della cupola è scandita da lacunari fiorati e reca, sui pennacchi, i Profeti, opera di Alessandro Terzani.
La navata è scandita da tre gruppi di lesene in cui si proiettano due coppie di cappelle, alternate da una parete piena; la prima cappella di sinistra, detta dello Spirito Santo, presenta un dipinto di Teofilo Patini raffigurante il Sant'Antonio. Le ali del transetto sono della stessa profondità delle cappelle, così da non alterare il rigido impianto rettangolare della struttura esterna; in esse sono presenti due grandi altari in marmo, opera di Francesco Ferradini e Perseo Petrilli del 1701 e qui trasferiti dalla precedente chiesa della Confraternita del Suffragio. L'altare maggiore è invece opera di Francesco Bedeschini.
Tra il 2010 e il 2018, lo spazio interno della chiesa è stato temporaneamente limitato alla sola navata essendo inagibile l'area del transetto al di sotto della cupola, collassata in seguito al terremoto dell'Aquila del 2009.

#### Organo a canne
La chiesa è provvista di un antico organo a canne, costruito da Pacifico Inzoli nel 1897, racchiuso in una cassa riccamente decorata e intagliata. Lo strumento, restaurato fra il 2002 e il 2005, in seguito al terremoto del 2009, per evitare danni, è stato rimosso dalla cantoria sopra l'ingresso ove si trovava e trasferito in un locale limitrofo, venendo ricollocato nella chiesa solo al termine dei lavori di restauro nel 2018.
Lo strumento, a trasmissione meccanica assistita con leva Barker, ha un'unica tastiera di 58 note ed una pedaliera concava di 20. I registri sono azionati da pomelli disposti ai lati dei manuali in quattro colonne (due alla destra e due alla sinistra delle tastiere).